# آرمان‌شهر (مجموعه تلویزیونی ۲۰۲۰)
آرمان‌شهر (به انگلیسی: Utopia) یک مجموعه تلویزیونی درام علمی تخیلی آمریکایی است که توسط گیلین فلین بر اساس سریال اصلی بریتانیایی به همین نام در سال ۲۰۱۳ ساخته شده است. در ۲۵ سپتامبر ۲۰۲۰ در سرویس پخش آمازون پرایم ویدئو منتشر شد.
در نوامبر ۲۰۲۰، سریال پس از یک فصل هشت قسمتی لغو شد.

## فرضیه
گروهی از بزرگسالان جوان و یک پسربچه به آرمان‌شهر، یک کتاب کمیک زیرزمینی فرقه‌ای، دست می‌یابند که نه تنها آنها را هدف یک سازمان سایه قرار می‌دهد، بلکه وظیفه خطرناک نجات جهان را بر دوش آنها می‌اندازد. این کمیک سرانجام ویران‌شهر را بیان کرده است که اعضای گروه از طرفداران آن هستند و معتقدند حاوی اطلاعات روشن‌بینانه در مورد بیماری‌هایی است که قبلاً جهان را تحت تأثیر قرار داده‌اند.

## خلاصه داستان
طرفداران کتاب کمیک یک توطئه جهانی را کشف می‌کنند. این کتاب مصور حاوی سرنخ‌هایی از رویدادهای آینده است، زیرا طرح آن توسط یکی از معماران نوشته شده، به گونه‌ای که از فاجعه زیست‌محیطی ناشی از افزایش جمعیت زمین و کاهش منابع جلوگیری کند. این طرح شامل موارد زیر است: (۱) متقاعد کردن جمعیت جهان مبنی بر شیوع یک ویروس کشنده جدید، (۲) پس از اطمینان از روایت بیماری همه گیر مصنوعی، اعلام ساخت یک واکسن جدید به مردم، (۳) از طریق هماهنگی بین نخبگان جهانی و سازمان‌های غیردولتی، دولت‌ها به سرعت اقدام به تزریق این «واکسن» به جمعیت جهان می‌کنند. (۴) هنگامی که جمعیت واکسن را دریافت کردند، معلوم می‌شود که واکسن برای عقیم کردن تقریباً تمام افرادی که آن را مصرف می‌کنند طراحی شده است، که باعث می‌شود جمعیت جهان از ۷٫۸ میلیارد به حدود ۵۰۰ میلیون کاهش یابد و عصر جدیدی از فراوانی منابع آغاز شود.

## بازیگران و شخصیت‌ها

### اصلی
- جان کیوزاک در نقش کوین کریستی
- اشلی لاتروپ در نقش بکی تاد
- دن برد در نقش ایان آکرمن
- دزمین بورخِس در نقش ویلسون ویلسون
- جسیکا روث در نقش سامانتا
- کریستوفر دنهام در نقش آربی / جان هاید
- جاون والتون در نقش گرانت اسقف[۴]
- فارا مکنزی در نقش آلیس
- کوری مایکل اسمیت در نقش توماس کریستی
- جینین سرالز در نقش کالین استرنز
- راین ویلسون در نقش مایکل استرنز
- ساشا لین در نقش جسیکا هاید

### غیر اصلی
- فلیشا ترل در نقش هایلی آلوز
- فیونا دوریف در نقش کارا فراستفیلد
- داستین اینگرام در نقش تالمن
- مایکل بی وودز در نقش راد
- کریستال فاکس در نقش کیم
- ربکا اسپنس در نقش لورا کریستی
- سونیا سون در نقش کاترین میلنر
- تیم هاپر در نقش دیل وارویک
- هدلی رابینسون در نقش شارلوت و لیلی
- کالوم ورثی در نقش اتان

## قسمت‌ها
| شم. | عنوان                    | کارگردان     | نویسنده    | تاریخ پخش اصلی  |
| --- | ------------------------ | ------------ | ---------- | --------------- |
| ۱   | «زندگی شروع شد»          | توبی هین     | گیلین فلین | ۲۵ سپتامبر ۲۰۲۰ |
| ۲   | «فقط یه پسر باحال»       | توبی هین     | گیلین فلین | ۲۵ سپتامبر ۲۰۲۰ |
| ۳   | «بچهٔ سه‌شنبه»             | توبی هین     | گیلین فلین | ۲۵ سپتامبر ۲۰۲۰ |
| ۴   | «نه آرام نه بد»          | سوزانا فوگل  | گیلین فلین | ۲۵ سپتامبر ۲۰۲۰ |
| ۵   | «سفارش شماره ۲۴۷۲»       | سوزانا فوگل  | گیلین فلین | ۲۵ سپتامبر ۲۰۲۰ |
| ۶   | «به اهدافت احترام بگذار» | کورتنی هانت  | گیلین فلین | ۲۵ سپتامبر ۲۰۲۰ |
| ۷   | «صحبت کردن اذیتم میکنه»  | جی دی دیلارد | گیلین فلین | ۲۵ سپتامبر ۲۰۲۰ |
| ۸   | «زنده بمان، جسیکا هاید»  | توبی هین     | گیلین فلین | ۲۵ سپتامبر ۲۰۲۰ |

## تولید

### توسعه
آرمان‌شهر برای پخش‌مستقیم سریال در ۱۹ آوریل ۲۰۱۸ با ۹ قسمت سفارش داده شد. کار در ابتدا در اچ‌بی‌او و با کارگردانی دیوید فینچر شروع شده بود، اما پس از یک اختلاف مالی هرگز تولید نشد. در ۱۹ آوریل ۲۰۱۸، آرمان‌شهر توسط آمازون سفارش ساخت سریال دریافت کرد. در ۲۳ ژوئیه ۲۰۲۰، در میانه پخش برنامه کامیک-کان سن دیگو، اولین تیزر این مجموعه منتشر شد و تأیید شد که در سه‌ماهه چهارم سال ۲۰۲۰ منتشر خواهد شد. در ۶ اوت ۲۰۲۰، در پنل مجازی تی‌سی‌ای، گیلین فلین، مجری برنامه، اعلام کرد که خشونت کمتری نسبت به نسخه اصلی بریتانیایی وجود خواهد داشت. این مجموعه در ۲۵ سپتامبر ۲۰۲۰ منتشر شد. در ۲۷ نوامبر ۲۰۲۰، آمازون این سریال را پس از یک فصل لغو کرد.

### فیلمبرداری
در ژوئن ۲۰۱۸، اعلام شد که فیلمبرداری سریال تا سه‌ماهه چهارم سال ۲۰۱۸ آغاز خواهد شد. در ۸ اوت ۲۰۱۸، اعلام شد که این سریال شامل ۹ قسمت است و احتمالاً سه کارگردان مختلف در کار خواهند بود، به ازای هر سه قسمت یک کارگردان. گرچه بعداً تأیید شد که در فصل اول هشت قسمت وجود دارد. فلین اظهار داشت: «در تمام مسیر یک کارگردان واحد نخواهیم داشت. من فکر می‌کنم ما احتمالاً چندین کارگردان خواهیم داشت. این نه قسمت است، بنابراین فکر می‌کنم ما آن را در بلوک‌های سه، سه و سه انجام خواهیم داد و نه یک کارگردان تمام مدت.»
در ۱۶ اکتبر ۲۰۱۹ سازنده نمایش، گیلین فلین، اعلام کرد که فیلمبرداری سریال به پایان رسیده است.
در ۱۰ اوت ۲۰۲۰، مشخص شد که جف روسو موسیقی این سریال را خواهد ساخت.
در طول توسعه اولیه فیلم در سال ۲۰۱۵، بازیگران شامل رونی مارا، کولم فیور، اریک مک کورمک، دالاس رابرتز، جیسون ریتر، براندون اسکات و آگینس دین بودند.
در ژانویه ۲۰۱۹، ساشا لین به بازیگران سریال پیوست. در فوریه ۲۰۱۹، رین ویلسون، دن برد، کوری مایکل اسمیت، اشلی لاتروپ، دزمین بورخس، فارا مکنزی و کریستوفر دنهام به بازیگران سریال پیوستند. در آوریل ۲۰۱۹، جان کیوزاک و جینین سرالز به بازیگران سریال پیوستند. در می ۲۰۱۹، جسیکا روث، فلیشا ترل و داستین اینگرام در نقش‌های تکرارشونده به بازیگران پیوستند.

## نظرات
نقدهای بسیاری از منتقدان و مخاطبان نسبت به زمان‌بندی نامناسب اکران نمایش در طول بیماری همه گیر کووید-۱۹، سطح خشونت آن و مقایسه منفی با نسخه اصلی انتقاد داشتند. بیشتر نمرات مثبت به سرعت و پیچش طرح داده شد. در راتن تومیتوز، این سریال با ۴۶ بررسی، ۵۰ درصد محبوبیت دارد، و با میانگین امتیاز ۶/۱۰.